# Linnean Society of London
La Linnean Society of London (en français, Société linnéenne de Londres) est une société savante fondée en 1788 à Londres, dédiée à l’étude et à la diffusion de la taxinomie. Elle est la plus ancienne société savante consacrée à la biologie. Son siège est situé à Burlington House, Piccadilly, depuis 1857. Sa présidente est la paléobiologiste américaine Anjali Goswami, depuis 2022.

## Histoire
La société est fondée par Sir James Edward Smith qui en est le premier président. Elle est nommée en hommage au naturaliste suédois Carl von Linné (1707-1778), dont elle conserve les collections et les archives depuis 1829
La société a accueilli les communications des premiers travaux de Charles Darwin et d'Alfred Russel Wallace sur l'évolution, On the Tendency of Species to form Varieties; and on the Perpetuation of Varieties and Species by Natural Means of Selection (en). Cet événement est commémoré par la remise de la médaille Darwin-Wallace lors du cinquantenaire, en 1958, puis en 2008. La remise de cette médaille est devenue annuelle en 2010.

### La Linnean Society of London et l'admission de femmes membres

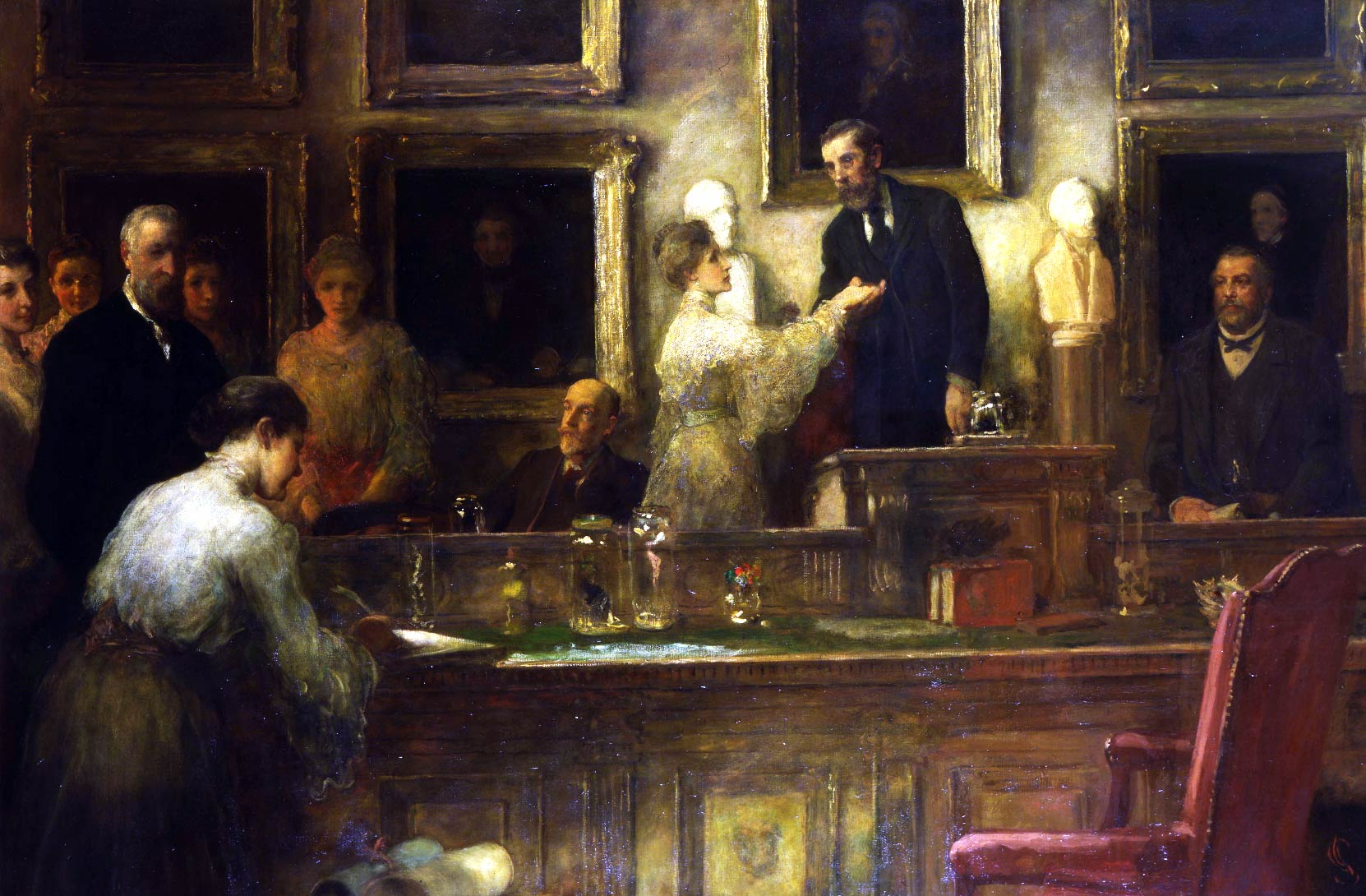
Les premières femmes membres (tableau de 1906).

La botaniste Marian Farquharson est la première à solliciter son adhésion, en 1900. Sa requête est rejetée, aussi, elle la renouvelle l'année suivante, en 1901.
En 1904, l'assemblée générale est invitée à se prononcer sur une modification des critères d'admission qui ne prendrait plus en compte le genre. Cela revient à ouvrir la qualité de membre aux femmes scientifiques. L'affluence à cette assemblée générale est trois fois plus importante que d'ordinaire. 54 membres (76 % des suffrages) se prononcent en faveur de l'accès des femmes, seuls 17 membres (24 %) se prononcent contre. Les nouveaux statuts prévoient également la possibilité pour les femmes membres d'assister aux réunions de la société, moments de partages essentiels pour les confrontations et les travaux de recherche scientifiques. La majorité des ⅔ requise pour la modification des statuts de l'association est donc obtenue. Alors que plusieurs sociétés savantes britanniques acceptaient des membres féminins, telles la Royal Entomological Society (depuis 1833), la Zoological Society of London (depuis 1829) et la Royal Microscopical Society (depuis 1884), aucune de ces trois sociétés n'acceptait leur présence aux réunions des membres, ni ne leur accordaient le droit de vote et donc de parrainer de nouvelles candidatures. Quant à la Royal Society, elle n'accepte pas de candidates féminines avant 1945.
Le 17 novembre, une liste de seize candidates est soumise à élection. Cette liste comporte notamment les noms de Mary Du Caurroy Russell, duchesse de Bedford, Catherine Crisp, épouse de Frank Crisp, le trésorier de la LSL, Mary Anne Stebbing, l'épouse du secrétaire zoologique, notamment. Quinze candidates sont élues, à l'exception de Marian Farquharson, qui devra attendre 1908 pour son élection, douze d'entre elles font ensuite la démarche institutionnelle pour devenir membre. L'année suivante, c'est la malacologiste et botaniste amateur, Jane Longstaff, qui est à son tour élue. Rich Boden, dans son étude, souligne la diversité d'origine sociale et de formation de ces candidates, issues de différents milieux sociaux-familiaux, certaines ont fait des études universitaires, alors que d'autres sont autodidactes, elles sont botanistes, zoologistes, mycologistes, bactériologistes, horticultrices, paléobotanistes.
En 2017, la société compte 22 % de femmes membres. En 1973, la société porte pour la première fois une femme à sa présidence, Irene Manton. Depuis, d'autres femmes sont devenues présidentes, Dianne Edwards (2012-2015), Sandra Knapp (2018-2022) et Anjali Goswami, élue en 2022.

## Collections
Les collections botaniques et zoologiques de Linné, ainsi que sa bibliothèque, dont son fils avait hérité, ont été acquises en 1783 par James Edward Smith, premier président de la Société.
Elles sont conservées au siège de la société et contiennent 14 000 plantes, 158 poissons, 1 564 coquillages, 3 198 insectes, 1 600 ouvrages et 3 000 lettres et documents. Les collections sont consultables sur rendez-vous.
La collection personnelle de plantes de James Edward Smith est également conservée par la société. Elle a été inventoriée dans le cadre du Smith Herbarium Project du National Museums Liverpool et 6 000 spécimens ont été nettoyés et réparés.

## Médailles et prix
La société attribue plusieurs médailles et prix :
- la médaille linnéenne, fondée en 1888, distingue chaque année un botaniste et un zoologiste, d’abord en alternance, jusqu'en 1958, puis la même année, depuis cette date.
- le prix H.H. Bloomer, établi en 1963, grâce à l’héritage d’un naturaliste amateur Harry Howard Bloomer, récompense un amateur ayant fait une grande contribution à la connaissance biologique.
- la médaille du bicentenaire, inauguré en 1978 pour le 200e anniversaire de la mort de Linné, récompense un chercheur de moins de 40 ans.
- le prix Jill Smythies, inauguré en 1986, est attribué aux meilleures illustrations botaniques.
- le prix Irene Manton, inauguré en 1990, récompense la meilleure thèse doctorale en botanique réalisée durant l’année universitaire.
- la médaille Darwin-Wallace

## Activités d'édition
La société édite des revues de zoologie, de botanique et de biologie. Elle publie The Linnean, magazine consacré à l’histoire de cette société et de la taxinomie.